# Capparis hierosolymitana
Capparis hierosolymitana är en kaprisväxtart som beskrevs av Avinoam Danin. Capparis hierosolymitana ingår i släktet Capparis och familjen kaprisväxter. Inga underarter finns listade i Catalogue of Life.